# ジョエラ (小惑星)
ジョエラ (726 Joella) は小惑星帯に位置する小惑星である。アメリカ合衆国の天文学者ジョエル・ヘイスティングス・メトカーフがマサチューセッツ州ウィンチェスターで発見した。
メトカーフ自身のファーストネームを女性化して名づけられた。